# Ocumare del Tuy
Ocumare del Tuy,  es una ciudad capital del Municipio Tomás Lander del Estado Miranda en Venezuela, es la región conocida como los Valles del Tuy. Cuenta con una población para 2023 de 174 947 habitantes. Es una de las principales ciudades de la zona y junto con Charallave y Cúa, forman parte del área metropolitana de los Valles del Tuy. Se caracteriza por poseer una de las zonas industriales más importantes del país, la cual es asiento de diversos productos como el Ron Pampero y la Salsa de Tomate de mismo Nombre. En la ciudad se encuentra el Hospital General de los Valles del Tuy, el cual es el más importante de la zona, además aquí se encuentra el Aeropuerto Metropolitano, el cual alberga vuelos privados, su principal vía de comunicación con el resto del país es la moderna autopista que la comunica con Charallave.

## Historia
El territorio de Ocumare estuvo habitado por tribus caribes en tiempos precolombinos. Durante la época colonial, la zona se convirtió en un importante centro agrícola, con la proliferación de haciendas de cacao.
Para 1775, el contrabando de cacao en la región alcanzó niveles alarmantes. Según el teniente de justicia, las principales causas de este fenómeno fueron el abandono al que los hacendados sometían a sus esclavos, obligándolos a robar productos para venderlos; la malicia de los vendedores de alforjas, que ofrecían mercancía a crédito a los esclavos de las haciendas; y, finalmente, el aguardiente, que provocaba una profunda dependencia entre los habitantes de la zona.
En 1810 Ocumare del Tuy ya había crecido hasta tener 4692 habitantes. Había una gran cantidad de esclavos, pero también grupos de inmigrantes españoles y canarios. 
Este pueblo fue el escenario de uno de los más sangrientos episodios de la guerra por la independencia de ese país. Entre el 11 y el 13 de febrero tuvo lugar la Masacre de Ocumare, cuando los esclavos al mando de Boves y de Francisco Rosete asesinaron a unas trescientas personas en el pueblo. El 14 de febrero José Félix Ribas consiguió repeler las fuerzas realistas.
Durante el período gomecista, y desde 1904 y hasta 1927 fue la capital del Estado Miranda. Conserva el trazado de su casco antiguo, por lo tanto algunas construcciones de interés: la Plaza Bolívar, la iglesia parroquial y el antiguo muestrario.
Importante polo de veneración mariana es la advocación de Nuestra Señora de Coromoto, Patrona de Venezuela. El primer domingo de Cuaresma de cada año se celebra la Peregrinación de la Escolta de los Indios Coromotanos fundada en el año 1946 por Mons. Rafael Pérez de León en honor a la Virgen María a modo de purificar al pueblo de Dios de los excesos cometidos durante las fiestas carnestolendas previas de esa semana. Durante muchos años, esta celebración que se volvió tradición era encabezada por el cacique Jesús Tereso Sánchez con un grupo de promeseros vestidos de indios en señal de veneración a la Madre de Dios para agradecer los favores que ella les habría concedido.
En el año 2011, el templo de la iglesia principal de la parroquia de San Diego de Alcalá alcanzó la titularidad de Nuestra Señora de Coromoto y el 4 de junio fue consagrado en una Eucaristía solemne presidida por Mons. Pietro Parolin quien fuera nuncio apostólico de Venezuela para el momento y actual secretario de Estado de la Santa Sede.

## Límites
Por el norte: los Municipios Simón Bolívar y Cristóbal Rojas, por el Sur: con los estados: Guárico y Aragua, por el Este: con el Municipio Independencia Por el Oeste: con el Municipio Urdaneta. Forma parte, junto con las parroquias Santa Bárbara y La Democracia, el Municipio Lander.